# Vivianijeva krivulja
Vivianijeva krivulja (tudi Vivianijevo okno) je zaprta prostorska krivulja, ki se jo dobi v preseku sfere in valja tako, da je valj tangenta na sfero in da teče skozi središče sfere. 
Imenuje se po italijanskem matematiku in fiziku Vincenzu Vivianiju (1622 – 1703).
Krivulja se dobi s presekom sfere, ki ima polmer 2a in je njena enačba dana z:
{\displaystyle x^{2}+y^{2}+z^{2}=4a^{2}\!\,}
in valjem, ki ima središče v točki {\displaystyle (a,0,0)} s polmerom {\displaystyle a} in danim z enačbo:
{\displaystyle (x-a)^{2}+y^{2}=a^{2}\!\,.}
Krivulja je dana s parametričnimi enačbami:
{\displaystyle x=a(1+\cos(t))\!\,,}
{\displaystyle y=a\sin(t)\!\,,}
{\displaystyle z=2a\sin \left({\frac {t}{2}}\right)\!\,.}

## Dolžina loka[1]
Vivianijeva krivulja ima dolžino loka:
{\displaystyle 8{\sqrt {2}}aE(1/2{\sqrt {2}})\!\,,}
kjer je:
- {\displaystyle E(k)\,} popolni eliptični integral druge vrste.

Funkcija dolžine loka pa je:
{\displaystyle 2a{\sqrt {2}}E(1/2t,1/2{\sqrt {2}})\!\,.}

## Ukrivljenost[1]
Funkcija ukrivljenosti je:
{\displaystyle \kappa ={\frac {\sqrt {13+3\cos t}}{a(3+\cos t)^{3/2}}}\!\,.}

## Vzvoj (torzija)[1]
Funkcija vzvoja je:
{\displaystyle \tau (t)={\frac {6\cos {\frac {1}{2t}}}{a(13+3\cos t)}}\!\,.}